# Condado de Washington (Arkansas)
O Condado de Washington (em inglês:  Washington County) é um dos 75 condados do estado americano do Arkansas. A sede e maior cidade do condado é Fayetteville. Foi fundado em 17 de outubro de 1828.
O condado possui uma área de 2 467 km², dos quais 2 440 km² estão cobertos por terra e 27 km² por água, uma população de 203 065 habitantes, e uma densidade populacional de 83,2 hab/km² (segundo o censo nacional de 2010). É o terceiro condado mais populoso do Arkansas.